# George Edgar Vaughan
Sir George Edgar Vaughan KBE (* 24. Februar 1907; † 25. Januar 1994) war ein britischer Diplomat und Mitglied der Royal Historical Society. Er war britischer Botschafter in Panama und Kolumbien.

## Leben
Vaughan besuchte bis 1928 die Grammar School in Cheltenham und das Jesus College (Oxford).
1928 schloss er ein Studium der Geschichte und 1929 ein Studium von Philosophy & Economics ab.
Von 1929 bis 1931 erhielt er ein Laming Travelling Fellow Stipendium am Queen’s College (Oxford).
1930 trat er, im Dienstrang des Vice-Consuls, in den auswärtigen Dienst.
Von 1930 bis 1931 war in Hamburg akkreditiert.
Von 1932 bis 1935 war er in La Paz als Second Secretary und Vice-Consul akkreditiert.
Von 1935 bis 1938 war er Barcelona akkreditiert.
Anfang 1937 berichtete er über die Versorgungslage in Barcelona während des Spanischen Bürgerkrieges.
Vor dem Zweiten Weltkrieg war Vaughan in Montevideo und Rosario im Dienstrang Vice-Consul akkreditiert.
Im Zweiten Weltkrieg war er größtenteils in Buenos Aires als Generalkonsul akkreditiert.
1945 wurde er Konsul in Monrovia, wo er als Geschäftsträger fungierte. Generalkonsul war er in Seattle, Washington, Lourenço Marques und Amsterdam.
Von 1956 bis 1960 war er Generalkonsul in Buenos Aires.
1937 wurde er als Officer in den Order of the British Empire aufgenommen, 1956 zum Commander und 1963 zum Knight Commander erhoben.
Nach seinem Einsatz in Kolumbien wurde er in den Ruhestand versetzt.
Von 1966 bis 1967 war er Special Lecturer und von 1967 bis 1974 Professor für Geschichte an der University of Regina in Regina (Saskatchewan). 1965 wurde er Fellow der Royal Historical Society und 1966 Honorary Fellow des Jesus College.
1990 wurde er in einen nach Andrés Bello benannten Orden de Andrés Bello in Caracas aufgenommen.

## Veröffentlichungen
- The Guayrians at Guelph in Upper Canada: Scottish settlers for Canada from Venezuela, a bureaucratic problem in 1827, Guelph Historical Society, 112 p., 1979
- Joseph Lancaster in Caracas 1824-1827: and his relations with the liberator Simon Bolivar : with some accounts of Lancasterian schools in Spanish America in the nineteenth century and some notes on the efforts of the British and Foreign Bible Society to distribute the Scriptures in Spanish in the same territory, 720 S. 1986
- URA, Publications Section. University of Saskatchewan, Board of Governors agenda. 30. November 1972, Dean Edgar Vaughan, confidential report, 19. November 1972.

| Vorgänger              | Amt                                               | Nachfolger             |
| ---------------------- | ------------------------------------------------- | ---------------------- |
| Ian Leslie Henderson   | britischer Botschafter in Panama 1960 bis 1963    | Alan Meredith Williams |
| Alfred Stanley Fordham | britischer Botschafter in Kolumbien 1964 bis 1966 | William Hilary Young   |